# Eva Marklund
Eva Sofia Marklund, född 11 februari 1971 i Söderhamn, är en svensk konstnär. Hon utbildade sig på  Kungliga Konsthögskolan i Stockholm 1994–1999. År 1998 tilldelades hon Maria Bonnier Dahlins stipendium.

## Utställningar i urval
- 2012 Borås Internationella Skulpturbiennal (grupp)
- 2014 Your Soul Is A Chosen Landscape (solo) Örebro Konsthall
- 2016  30 år Samlade Stipendiater (grupp) Bonniers Konsthall
- 2017 Konstakademin (solo) Stockholm
- 2018 Konsthall Norra Kvarken (solo) Nordmaling
- 2018 The Shape Of Your Thought Looks Like A Doorway (solo) Eberlingmuseeet Torshälla

## Offentliga konstverk i urval
- 2012 Summits of Snow, Norrlands Universitetssjukhus, Umeå 2015 Messenger, Angereds Närsjukhus
- 2015 I Talk With The Spirits, BRF Fagerliden, Stockholm
- 2015 Messsenger, Angereds Närsjukhus
- 2018 Alprosen, BRF Alprosen, Bromma 2018 Kyss, Kanalparken Österåkers Kommun
- 2021 Och Trädet Öppnade Sig, Korsängens förskola Enköping
- 2021 Landskapet I Din Blick, Sundsta Älvkullegymnasiet, Karlstad
- 2022 2 Floder,  Berzeliusskolan, Linköping

## Representerad i urval
- Moderna Museet, Stockholm
- Länsmuseet, Gävleborg
- Eskilstuna Konstmuseum
- Maria Bonnier Dahlins stiftelse

## Bilder

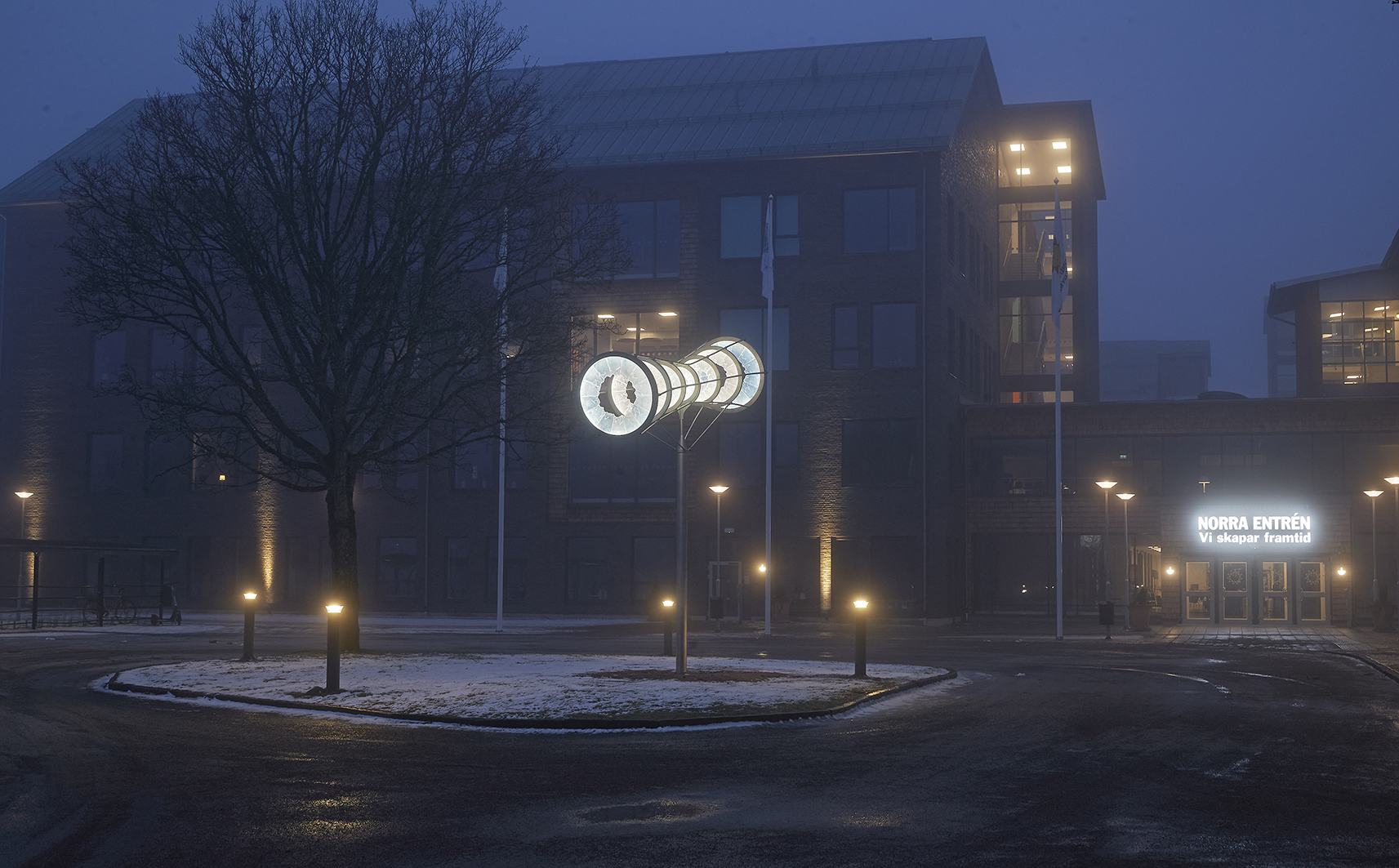
Landskapet I Din Blick (2021) Sundsta-Älvkullegymnasiet, Karlstad.
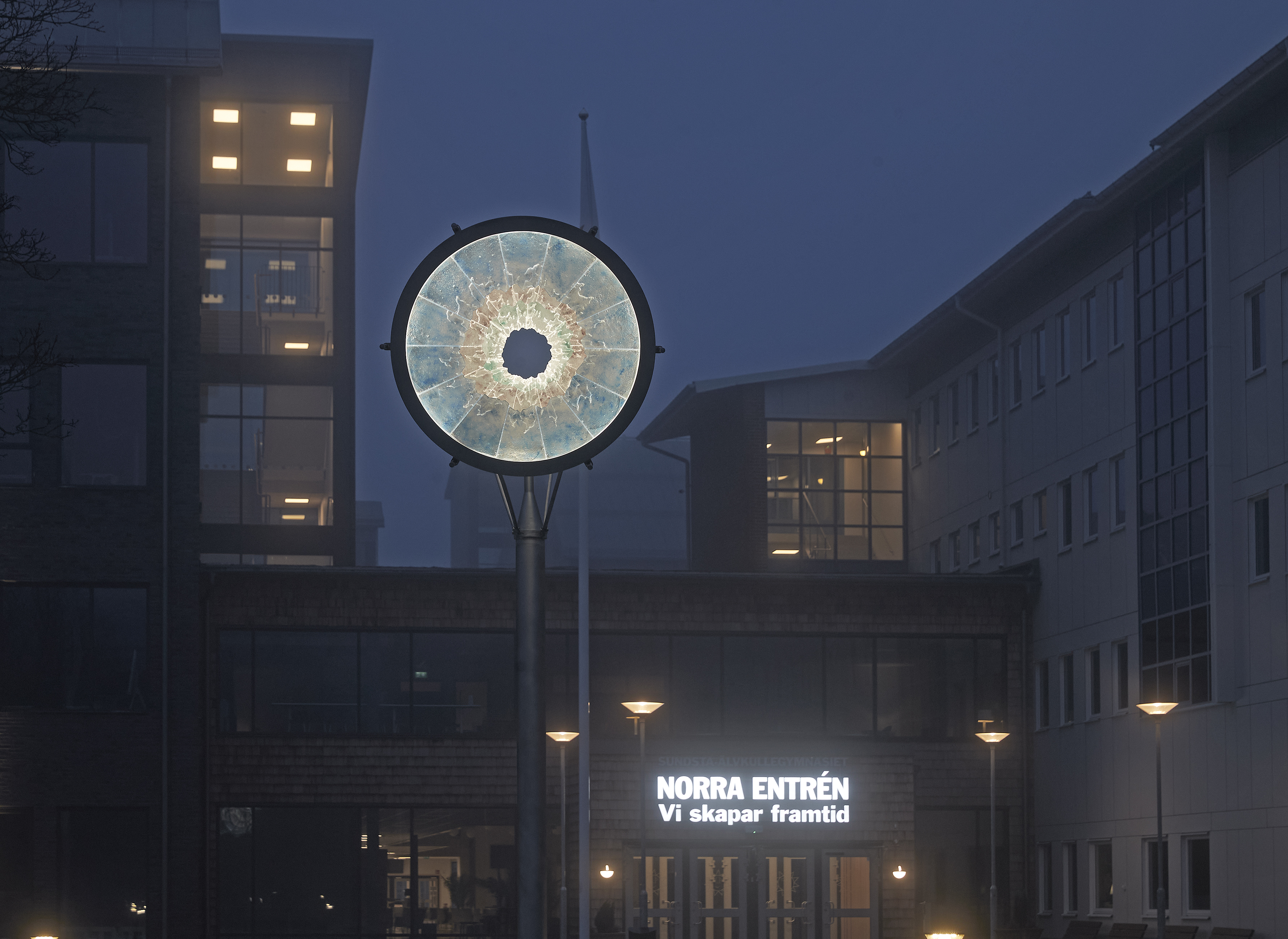
Landskapet I Din Blick (närbild) 2021     Sundsta-Älvkullegymnasiet, Karlstad
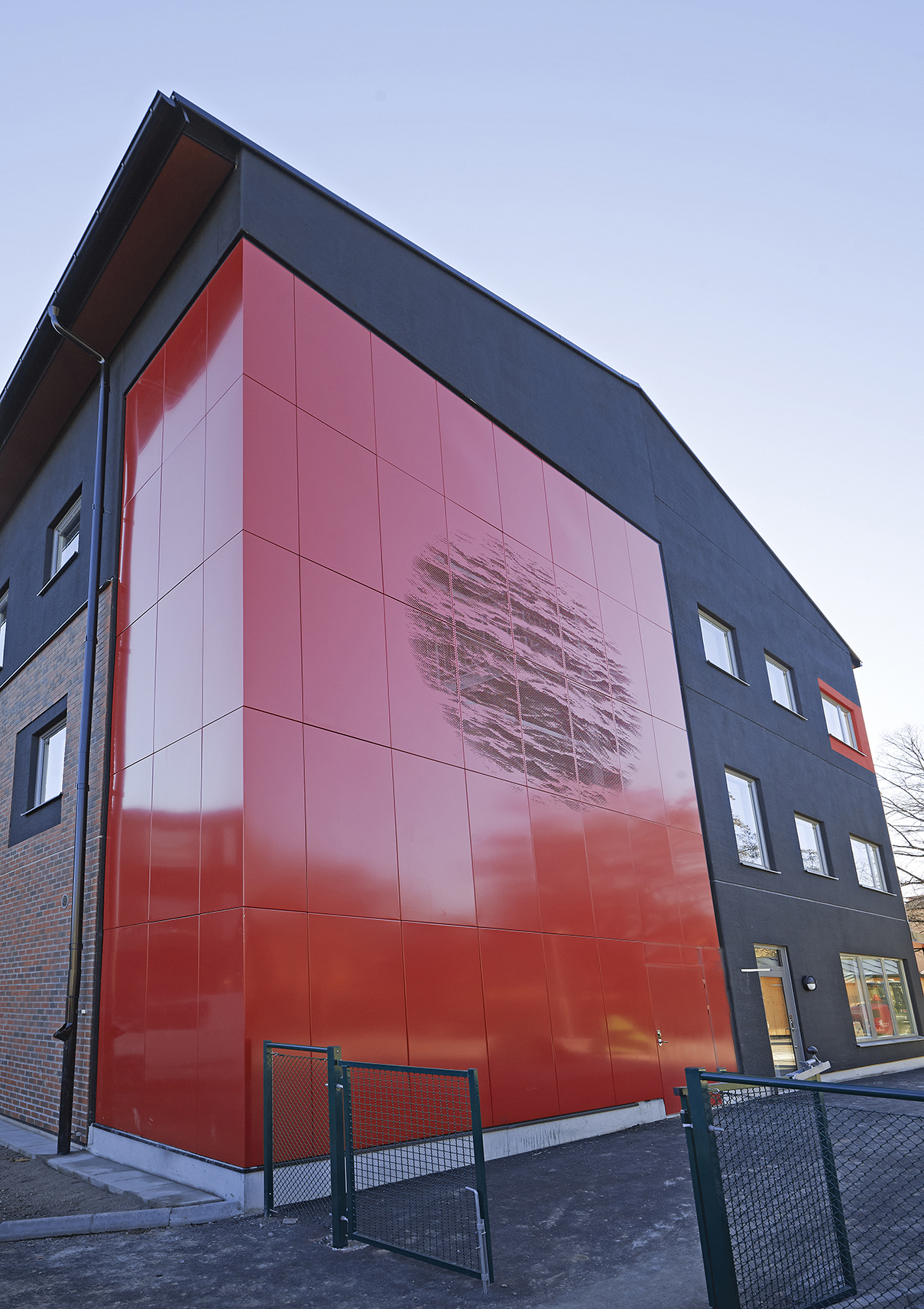
Två Floder (2022)                       Berzeliusskolan, Linköping
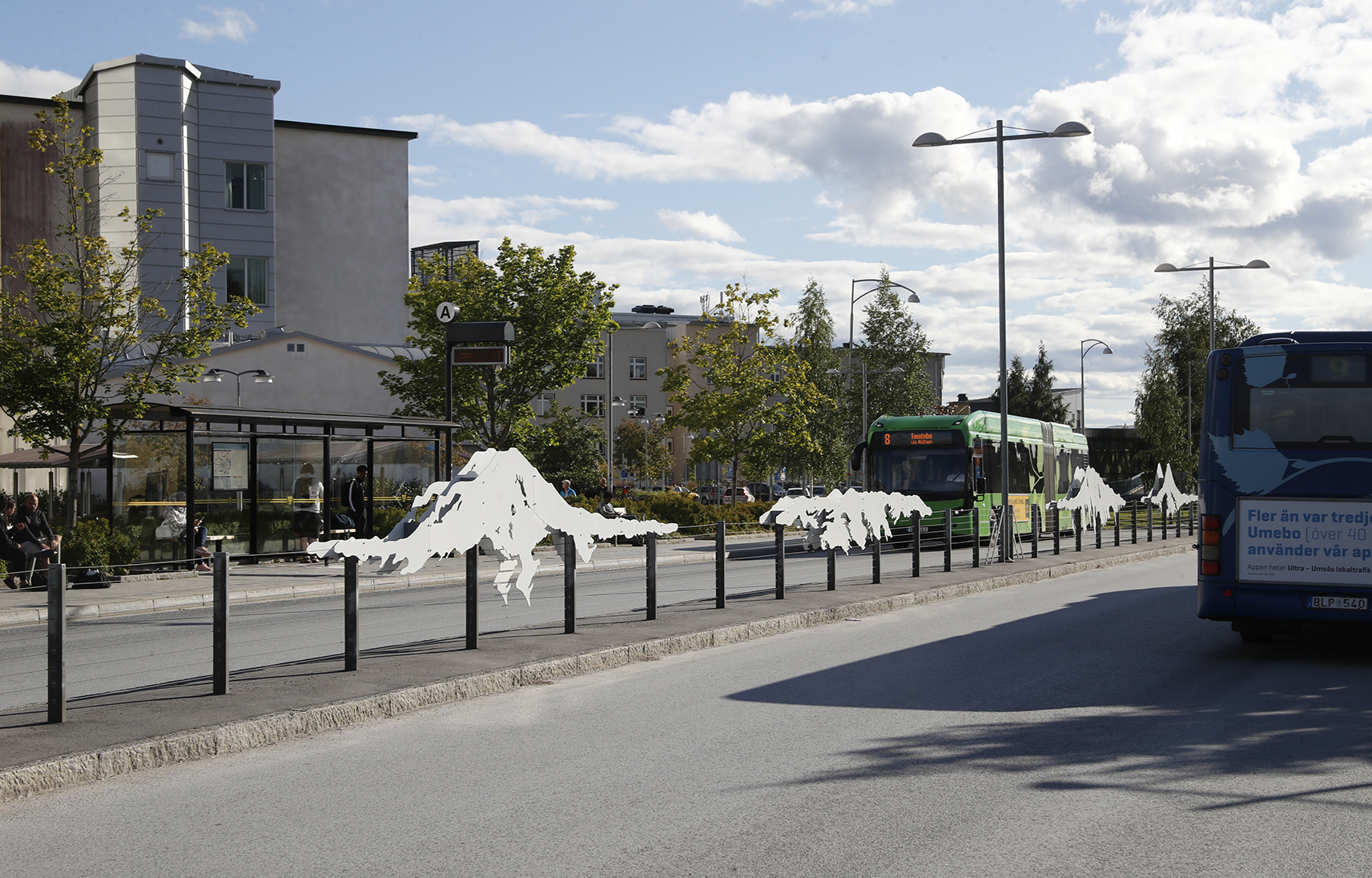
Summits Of Snow (2012)              Norrlands Universitetssjukhus, Umeå